# Киселёвы (купцы)
Киселёвы — русская купеческая династия из Шуи.
Начало купеческому роду положил Максим Степанович Киселёв (1734—1808). Он родился в селе Кохме в семье крепостного крестьянина. Занявшись торговлей, смог выкупиться на свободу в 1779 году; стал купцом (1783) и обосновался в Шуе (1801). Его сыновья, Леонтий, Яков, Иван и Василий, также стали купцами. Василий Максимович Киселёв (1766—1831), унаследовав дело отца после его смерти, уловил момент повышения спроса на английскую пряжу и другие товары для производства ситцев и стал расширять «географию» своей торговли: его товары продавались уже не только в Шуе и соседних селах (Иванове, Дунилове, Васильевском), но и поставлялись на знаменитые российские ярмарки (Макарьевскую и Ростовскую); он успешно конкурировал с московскими купцами. Он стал широко, на миллионы рублей, кредитовать своих покупателей; в результате хлопчатобумажная промышленность Шуйского уезда получила бурное развитие — на шуйский рынок он поставлял около трети всей пряжи, закупавшейся за границей. Киселёв стал купцом 1-й гильдии, миллионером.
У М. С. Киселёва было четверо детей: дочери Екатерина (1785—?), Ульяна (1791—?), Мария (1792—?) и продолжатель семейного дела Диомид Васильевич Киселёв (1788—1831).
Киселёвы имели библиотеку, собрание икон и старопечатных книг, были известны благотворительностью. Ими были построены мост, храм и казармы в Шуе. В. А. Тропинин писал портреты всех членов семьи Киселёвых.

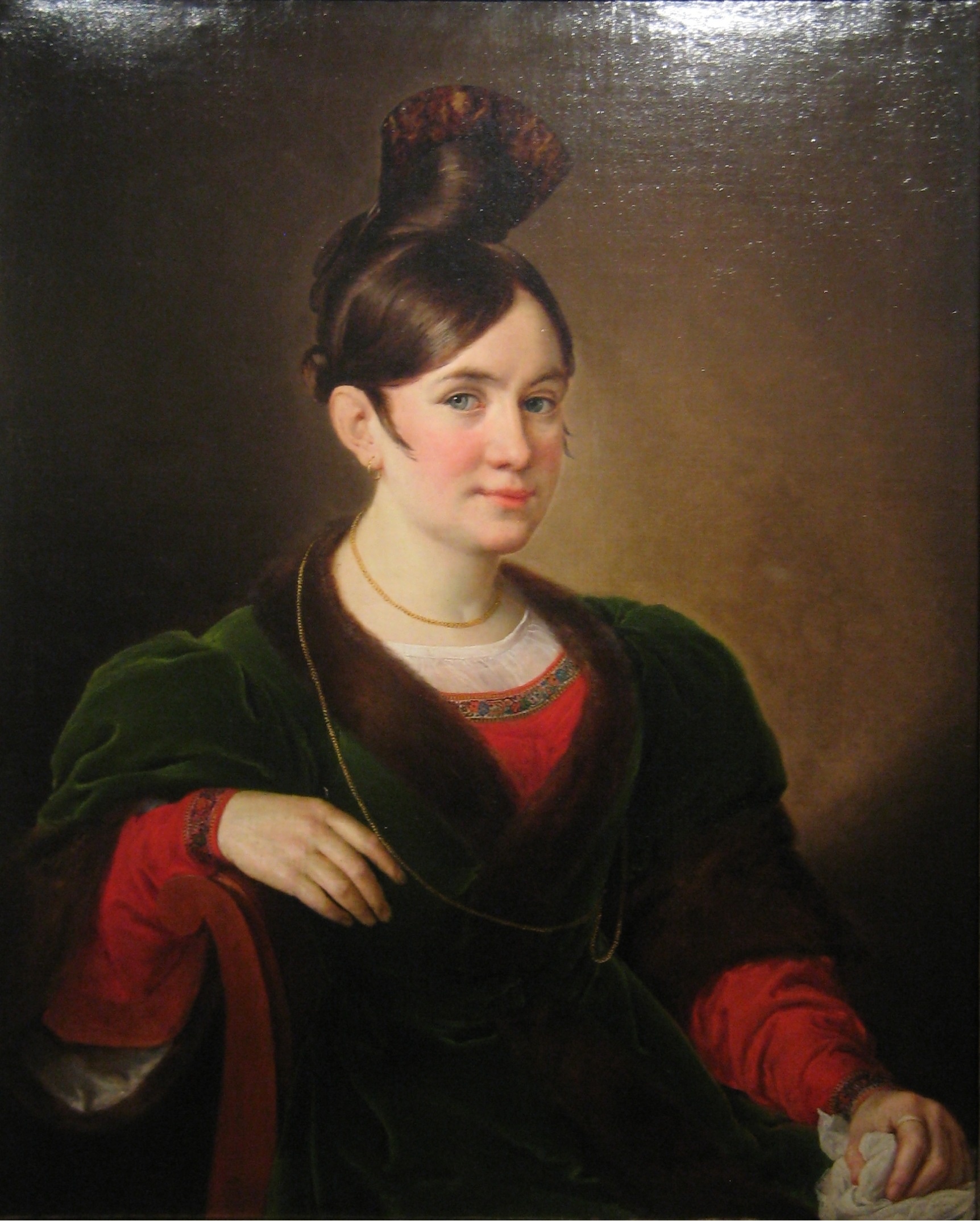
Киселёва, имя неизвестно, урождённая Лазарева, владимирская купчиха, вторая жена Д. В. Киселёва (портрет Тропинина)
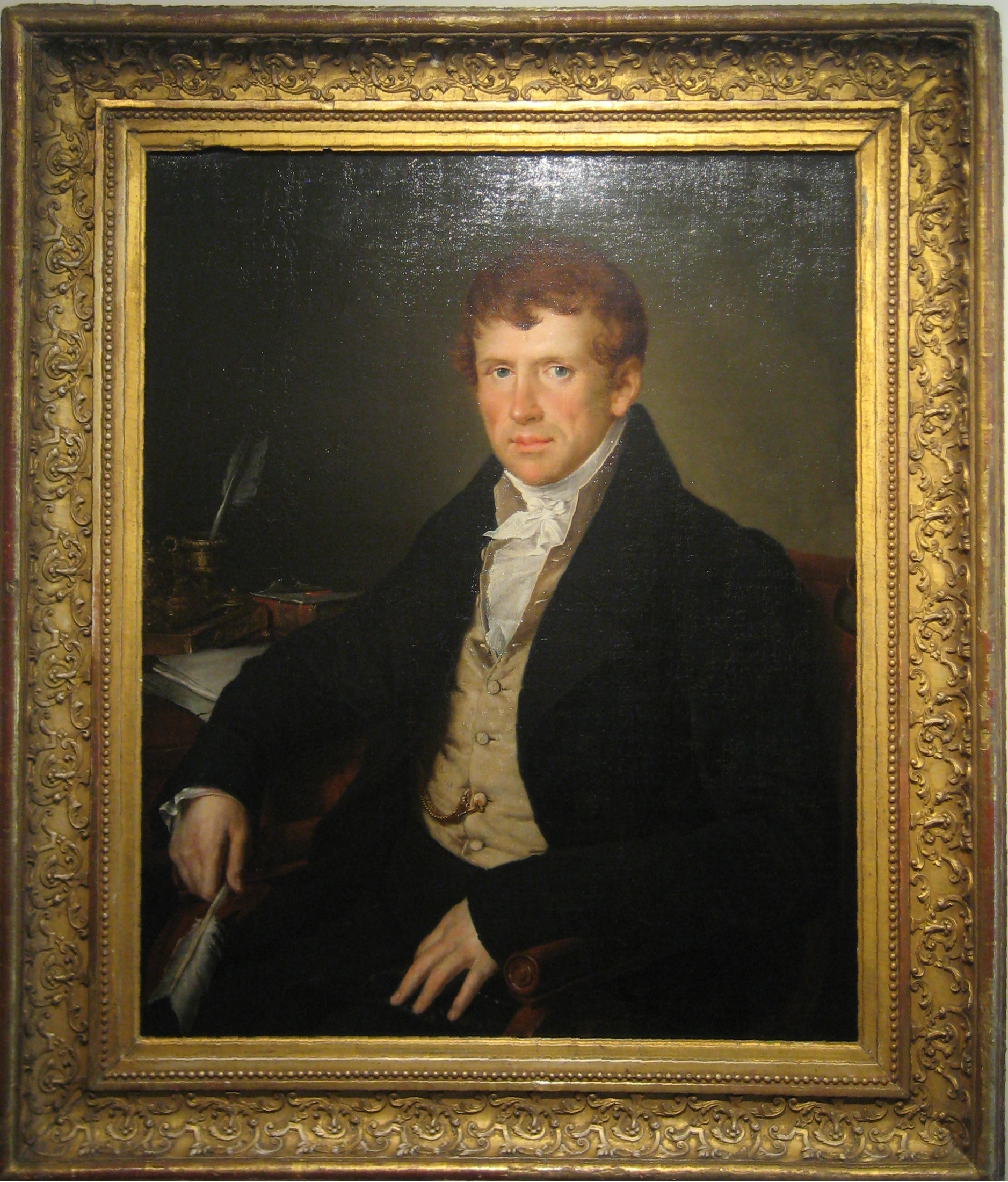
Диомид Киселёв (портрет Тропинина)
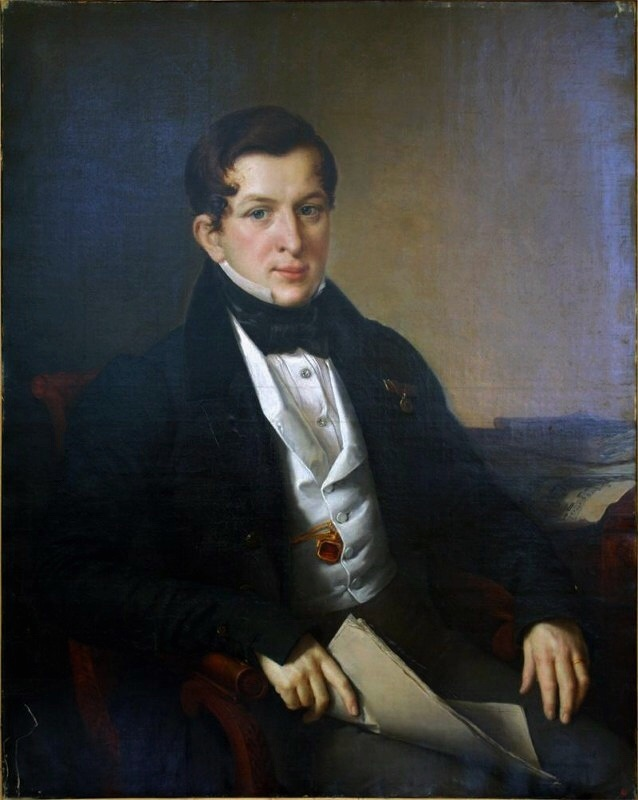
Иван Иванович Киселёв (портрет Тропинина)
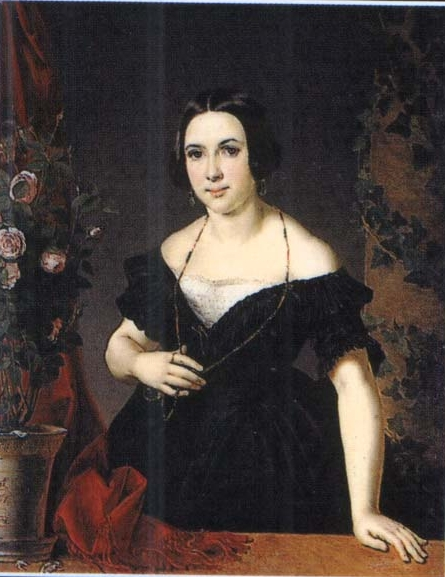
А. А. (?) Киселёва (портрет Тропинина)